# 정명도 (군인)
정명도(鄭明道, ? ~ )는 조선민주주의인민공화국의 군인 겸 정치인이다. 조선인민군 대장으로 해군사령부 사령관이다. 조선로동당 중앙위원회 정치국 위원 겸 당 중앙군사위 위원이다. 최고인민회의 제12기 대의원이다.

## 경력
1997년 4월에 인민군 중장, 2007년 12월 인민군 상장으로 각각 승진했다. 2007년 12월이후 인민군 해군사령부 사령관을 맡고 있다. 2010년 4월에 인민군 대장으로 승진했다.
2010년 9월, 조선로동당 중앙위원회 위원 겸 당 중앙군사위 위원에 선임되었다.

## 최고인민회의 대의원
1998년 9월 최고인민회의 제10기 대의원과 2003년 9월 제11기 대의원을 연이어 지냈다. 2009년 4월이후 제12기 대의원을 맡고 있다.

## 기타
2010년 조명록, 2011년 김정일 사망 당시에 국가 장의위원회 위원을 맡았다.